# Hugh Dallas
Hugh Dallas (Allanton, 1957. október 26. –) skót nemzetközi labdarúgó-játékvezető.

## Pályafutása

### Nemzeti játékvezetőként
A játékvezetői vizsgát 1981-ben tette le. A küldési gyakorlat szerint rendszeres partbírói, majd 4. bírói szolgálatot végzett. 1991-ben lett az I. Liga játékvezetője. A nemzeti játékvezetéstől 2005-ben vonult vissza.

### Nemzetközi játékvezetőként
A Skót labdarúgó-szövetség Játékvezető Bizottsága (JB) terjesztette fel nemzetközi játékvezetőnek, a Nemzetközi Labdarúgó-szövetség (FIFA) 1993-tól tartotta nyilván bírói keretében. A FIFA JB központi nyelvei közül a angolt beszéli. Több nemzetek közötti válogatott és klubmérkőzést vezetett, vagy működő társának 4. bíróként segített. UEFA besorolás szerint a „mester” kategóriába tevékenykedik. A skót nemzetközi játékvezetők rangsorában, a világbajnokság-Európa-bajnokság sorrendjében 1. helyet foglalja el 18 találkozó szolgálatával. Az UEFA által szervezett labdarúgó kupasorozatokban összesen 43 mérkőzést vezetett, amivel a 31. helyen áll. Az aktív nemzetközi játékvezetéstől 2002-ben búcsúzott.

#### Labdarúgó-világbajnokság
A világbajnoki döntőhöz vezető úton Franciaországba a XVI., az 1998-as labdarúgó-világbajnokságra és Dél-Koreába és Japánba a XVII., a 2002-es labdarúgó-világbajnokságra a FIFA JB bíróként alkalmazta. Selejtező mérkőzéseket az UEFA és a CONMEBOL zónákban vezetett. 2002-ben a világbajnoki döntőn ő volt a negyedik, a tartalék játékvezető. Világbajnokságon vezetett mérkőzéseinek száma: 4.

##### 1998-as labdarúgó-világbajnokság

###### Selejtező mérkőzés
| Időpont             | Helyszín                               | Mérkőzés típusa           | Mérkőzés                         | Eredmény | Nézők száma |
| ------------------- | -------------------------------------- | ------------------------- | -------------------------------- | -------- | ----------- |
| 1996. október 9.    | Ullevaal Stadion, Oslo                 | előselejtező (3. csoport) | Norvégia–Magyarország            | 3 : 0    | 24 480      |
| 1997. június 8.     | Nuevo José Zorilla Stadion, Valladolid | előselejtező (6. csoport) | Spanyolország–Csehország         | 1 : 0    | 24 544      |
| 1997. szeptember 6. | Maksimir Stadion, Zágráb               | előselejtező (1. csoport) | Horvátország–Bosznia-Hercegovina | 3 : 2    | 16 518      |

###### Világbajnoki mérkőzés
| Időpont          | Helyszín                  | Mérkőzés típusa              | Mérkőzés                  | Eredmény | Nézők száma |
| ---------------- | ------------------------- | ---------------------------- | ------------------------- | -------- | ----------- |
| 1998. június 20. | Lescure Stadion, Bordeaux | csoportmérkőzés (E. csoport) | Mexikó–Belgium            | 2 : 2    | 36 000      |
| 1998. július 3.  | Francia Stadion, Párizs   | egyik negyeddöntő            | Franciaország–Olaszország | 0 : 0    | 78 000      |

##### 2002-es labdarúgó-világbajnokság

###### Selejtező mérkőzés
| Időpont             | Helyszín                     | Mérkőzés típusa             | Mérkőzés              | Eredmény | Nézők száma |
| ------------------- | ---------------------------- | --------------------------- | --------------------- | -------- | ----------- |
| 2000. október 11.   | Slovan Stadion, Bratislava   | előselejtező (4. csoport)   | Szlovákia–Svédország  | 0 : 0    | 11 227      |
| 2001. március 24.   | Luzsnyiki Stadion, Moszkva   | előselejtező (1. csoport)   | Oroszország–Szlovénia | 1 : 1    | 33 000      |
| 2001. július 1.     | Központi Stadion, Montevideo | CONMEBOL zóna (13. forduló) | Uruguay–Brazília      | 1 : 0    | 61 249      |
| 2001. szeptember 5. | Népstadion, Budapest         | előselejtező (8. csoport)   | Magyarország–Románia  | 0 : 2    | 6 000       |
| 2001. október 6.    | Śląski Stadion, Chorzów      | előselejtező (5. csoport)   | Lengyelország–Ukrajna | 1 : 1    | 20 900      |

###### Világbajnoki mérkőzés
| Időpont          | Helyszín               | Mérkőzés típusa              | Mérkőzés                 | Eredmény | Nézők száma |
| ---------------- | ---------------------- | ---------------------------- | ------------------------ | -------- | ----------- |
| 2002. június 10. | Városi Stadion, Jeonju | csoportmérkőzés (D. csoport) | Portugália–Lengyelország | 4 : 0    | 31 000      |
| 2002. június 21. | Munsu Stadion, Ulsan   | egyik negyeddöntő            | Németország–Amerika      | 1 : 0    | 37 337      |

#### Labdarúgó-Európa-bajnokság

##### U18-as labdarúgó-Európa-bajnokság
Spanyolországban az 1994-es U18-as labdarúgó-Európa-bajnokság volt az első nemzetközi labdarúgó tornája, ahol az UEFA JB hivatalnoki beosztással alkalmazta.

###### 1994-es U18-as labdarúgó-Európa-bajnokság
| Időpont          | Helyszín                  | Mérkőzés típusa              | Mérkőzés                     | Eredmény |
| ---------------- | ------------------------- | ---------------------------- | ---------------------------- | -------- |
| 1994. július 24. | Városi Stadion, Jerez     | csoportmérkőzés (2. csoport) | Fehéroroszország–Németország | 0 : 3    |
| 1994. július 30. | Központi Stadion, Badajoz | 5. helyért                   | Franciaország–Oroszország    | 0 : 2    |

##### U16-os labdarúgó-Európa-bajnokság
Az 1995-ös U16-os labdarúgó-Európa-bajnokság házigazdája Belgium volt, ahol az UEFA JB játékvetőként foglalkoztatta.
---
Az európai-labdarúgó torna döntőjéhez vezető úton Belgiumba és Hollandiába a XI., a 2000-es labdarúgó-Európa-bajnokságra és Portugáliába a XII., a 2004-es labdarúgó-Európa-bajnokságra az UEFA JB játékvezetői feladatokkal látta el.

##### 2000-es labdarúgó Európa-bajnokság

###### Selejtező mérkőzés
| Időpont             | Helyszín                      | Mérkőzés típusa           | Mérkőzés                | Eredmény | Nézők száma |
| ------------------- | ----------------------------- | ------------------------- | ----------------------- | -------- | ----------- |
| 1998. október 10.   | Atatürk Stadion, Bursa        | előselejtező (3. csoport) | Törökország–Németország | 1 : 0    | 20 000      |
| 1999. június 5.     | Gradski Stadion, Szkopje      | előselejtező (8. csoport) | Macedónia–Horvátország  | 1 : 1    | 10 000      |
| 1999. szeptember 4. | Marcel Saupin Stadion, Nantes | előselejtező (4. csoport) | Ukrajna–Franciaország   | 0 : 0    | 70 000      |

###### Európa-bajnoki mérkőzés
| Időpont          | Helyszín                  | Mérkőzés típusa              | Mérkőzés                | Eredmény | Nézők száma |
| ---------------- | ------------------------- | ---------------------------- | ----------------------- | -------- | ----------- |
| 2000. június 11. | Gelredome Stadion, Arnhem | csoportmérkőzés (B. csoport) | Törökország–Olaszország | 1 : 2    | 22 000      |
| 2000. június 18. | Sclessin Stadion, Liège   | csoportmérkőzés (C. csoport) | Jugoszlávia–Norvégia    | 0 : 1    | 24 000      |

##### 2004-es labdarúgó Európa-bajnokság

###### Selejtező mérkőzés
| Időpont             | Helyszín               | Mérkőzés típusa           | Mérkőzés       | Eredmény | Nézők száma |
| ------------------- | ---------------------- | ------------------------- | -------------- | -------- | ----------- |
| 2002. szeptember 7. | Ullevaal Stadion, Oslo | előselejtező (2. csoport) | Norvégia–Dánia | 2 : 2    | 25 114      |

#### Olimpiai játékok
Az Amerikai Egyesült Államokban rendezték az 1996. évi nyári olimpiai játékok labdarúgó tornájának döntőjét, ahol a FIFA JB hivatalnokként alkalmazta.
| Időpont          | Helyszín                         | Mérkőzés típusa              | Mérkőzés                 | Eredmény | Nézők száma |
| ---------------- | -------------------------------- | ---------------------------- | ------------------------ | -------- | ----------- |
| 1996. július 21. | Legion Field Stadion, Birmingham | csoportmérkőzés (C. csoport) | Olaszország–Mexikó       | 1 : 0    | 44 211      |
| 1996. július 22. | Legion Field Stadion, Birmingham | csoportmérkőzés (A. csoport) | Egyesült Államok–Tunézia | 2 : 0    | 45 687      |
| 1996. július 24. | Citrus Bowl Stadion, Orlandó     | csoportmérkőzés (B. csoport) | Spanyolország–Ausztrália | 3 : 2    | 12 050      |

#### Konföderációs kupa
Dél-Korea és Japán közösen rendezte az 5., a 2001-es konföderációs kupa nemzetközi tornát - a közelgő világbajnokság főpróbájaként -, ahol a FIFA JB bírói szolgálattal bízta meg.

##### 2001-es konföderációs kupa
| Időpont         | Helyszín                  | Mérkőzés típusa              | Mérkőzés         | Eredmény | Nézők száma |
| --------------- | ------------------------- | ---------------------------- | ---------------- | -------- | ----------- |
| 2001. június 1. | Munsu Cup Stadion, Ulszan | csoportmérkőzés (A. csoport) | Dél-Korea–Mexikó | 2 : 1    | 41 550      |

#### Nemzetközi kupamérkőzések
Vezetett kupadöntők száma:  2.

##### UEFA-kupa
| Időpont         | Helyszín                   | Mérkőzés típusa | Mérkőzés                        | Eredmény | Nézők száma |
| --------------- | -------------------------- | --------------- | ------------------------------- | -------- | ----------- |
| 1999. május 12. | Luzsnyiki Stadion, Moszkva | döntő           | Parma FC–Olympique de Marseille | 3 : 0    | 62 000      |

##### UEFA-szuperkupa
| Időpont             | Helyszín                  | Mérkőzés típusa | Mérkőzés                 | Eredmény | Nézők száma |
| ------------------- | ------------------------- | --------------- | ------------------------ | -------- | ----------- |
| 2002. augusztus 30. | II. Lajos Stadion, Monaco | döntő           | Real Madrid CF–Feyenoord | 3 : 1    | 18 284      |

## Sportvezetőként
Az aktív játékvezetést követően a Skót labdarúgó-szövetség megbízta a Játékvezető Bizottság (JB) vezetésével, a játékvezetők szakmai munkájának ellenőrzésével.
Az Európai Labdarúgó-szövetség (UEFA) a következő szezontól szigorúbban szankcionálná a színészkedést, szándékos időhúzást és a reklamálást. Hugh Dallas korábbi FIFA-játékvezető irányításával felállt egy bizottság, amely elkészíti a módosító indítványokat. "A mérkőzések színvonalának rengeteget árt a sok sportszerűtlenség, ezért ezek ellen szigorúbban fel kell lépni" - mondta Dallas. "A sárga lap nem elég visszatartó erő. Szeretnénk elérni, hogy a szándékos időhúzásért, színészkedésért, reklamálásért is azonnal ki lehessen állítani a vétkeseket. Ugyanígy rögtön piros lapot vonna maga után, ha valaki hozzáér a játékvezetőhöz."  Az UEFA játékvezetők nemzetközi oktatási (reformer) vezetője, nemzetközi játékvezető ellenőr.

## Sikerei, díjai
- 2002 év végén az Angol labdarúgó-szövetség a skót labdarúgásnak tett szolgálataiért állami kitüntetésben az (MBE) Member of the British Empire (a brit birodalom Orderjének a tagja) részesítette. 2005-ben Skóciában az Év Játékvezetője címet érdemelte ki.
- Az IFFHS (International Federation of Football History & Statistics) 1987-2011 évadokról tartott nemzetközi szavazásán 151, játékvezető besorolásával minden idők 20, legjobb bírójának rangsorolta. A 2008-as szavazáshoz képest 8 pozíciót hátrább lépett.

## Egyebek
Egyszer szerepelt egy családi televíziós show-műsorban, melynek során alkottak részére egy dalt, ami megjelent egy Matador Records-összeállításon.